# Cynthia Abma
Cynthia Abma, née le 31 mai 1969 à Rotterdam, est une actrice et présentatrice néerlandaise.

## Filmographie

### Cinéma
- 1999 : Issue de secours de Dick Maas
- 2002 : Sleeping Rough (nl) de Eugenie Jansen : La Professeur
- 2008 : Koest (nl) de Simone van Dusseldorp : Juf
- 2010 : Saint de Dick Maas : La mère de Lisa
- 2012 : De Marathon (nl) de Diederick Koopal
- 2014 : Between 10 and 12 (cy) de Peter Hoogendoorn : La Policière numéro 1
- 2015 : Bon Bini Holland (nl) de Jelle de Jonge : Mevrouw van Vleuten<
- 2016 : Master Spy (nl) de Pieter Van Rijn : Tine de Wolf
- 2016 : Family Weekend (nl) de Pieter van Rijn : Julian
- 2017 : Het Verlangen (nl) de Joram Lürsen : Jeanne van Schaik

### Téléfilms
- 1990 : 12 steden, 13 ongelukken (nl) : Sabine
- 1991-1993 : Spijkerhoek (nl) : Anja Jansen
- 1991-1993 : Vrienden voor het leven (nl) : Barbara Babs
- 1991 : Goede tijden, slechte tijden : Lianne
- 1993 : Flodder : Maria
- 1993 : Medisch Centrum West (nl) : Judith
- 1994 : Flodder : La secrétaire
- 1994 : 12 steden, 13 ongelukken (nl) : Eefke
- 1995 : SamSam (nl) : La femme politique
- 1995 : Vrouwenvleugel (nl) : Rietje Verdonk
- 2002 : Westenwind (nl) : Jolien Struik
- 2002 : Luifel & Luifel (nl) : Daan Haverman
- 2004 : De Erfenis (nl) : Marit Heydecoper
- 2004 : Costa! (nl) : Mari
- 2005 : Kleine Pauze : Miep Kroon
- 2007 : Spoorloos verdwenen (nl) : Barbara Pronk
- 2010-2013 : Goede tijden, slechte tijden : Bianca Bouwhuis-Brandt
- 2011 : Flikken Maastricht : Secrétaire Tess
- 2014-2017 : Hollands Hoop (nl) : Anna Bullema
- 2015 : Voetbalmeisjes : Mère de Jessica
- 2016-2018 : Flikken Rotterdam (nl) : Hanneke van Dijk
- 2016 : Sint & co : Pietza de keukenpiet
- 2016 : Weemoedt (nl) : Lizzy van Looijen
- 2016 : La Famiglia (nl) : klant
- 2017 : Moordvrouw : Harieke Kortooms

## Animation
- 2006-2008 : 'Vrienden houden hui sur RTL 5 : Présentatrice
- 2008 : Bestemming Nederland (nl) sur RTL 4 : Présentatrice
- 2009-2010 : 4ME (nl) sur RTL 4 : Présentatrice
- 2009 : Mijn Tweede Thuis sur RTL 4 : Présentatrice
- 2010 : Ik kom bij je eten (nl) sur RTL 4 : Présentatrice
- 2013-2014 : ShowVandaag sur SBS 6 : Présentatrice